# 1번로역 (BMT 캐나시선)
1번로(First Avenue)역은 뉴욕 지하철 BMT 캐나시선의 역이다. 스타이베선트 파크, 스타이베선트 타운, 맨해튼의 이스트 빌리지의 경계에 있는 1번로와 동14번가(East 14th Street) 교차로에 위치하며 전시간 L 열차가 운행한다.

## 역사
이 역은 1924년 6월 30일에 이스트강 아래 6번로에서 윌리엄스버그를 거쳐 몬트로스와 부시윅 애비뉴까지 운행하는 14번가-이스턴선(14th Street–Eastern Line)의 일부로 개통되었다.
1983년 9월, 이 역은 역 벽에 낙서를 하다가 경찰 구금 중에 사망한 마이클 스튜어트라는 흑인 반달범이 뉴욕 교통국 경찰에 의해 체포된 장소이다. 관련된 경찰관 중 6명은 백인 배심원단에 의해 무죄 판결을 받았다.
이 역은 원래 1번로의 서쪽 끝에만 출구가 있었다. 애비뉴 A의 동쪽 출구는 허리케인 샌디로 인래 파손된 2019~2020년 캐나시 터널 재건의 광범위한 범위의 일부로, 스타이베선트 타운-피터 코퍼 빌리지, 이스트 빌리지, 알파벳 시티 거주자들을 위해 건설되었다. 출구 공사는 2017년 7월에 시작되어 해당 교차로의 버스 정류장을 이전해야 했다. 브루클린 방면 승강장 출구는 2019년 11월 4일에 개통되었다. 8번가 방면 승강장 출구는 2019년 말 개통 예정이었으나 2020년 2월 10일로 연기되었다. 이후 1번로 출구의 임시 폐쇄가 뒤따랐다.
2020년 8월 6일 새로운 엘리베이터가 동쪽 출구에 설치되었다. 출구의 실질적인 완성은 2020년 11월로 계획되었다.

## 역 구조
틀:NYCS Platform Layout BMT Canarsie Line
이 지하역에는 2개의 상대식 승강장과 2개의 선로가 있다. 맨해튼에서 가장 동쪽에 있는 캐나시선 역이다. 여기서 동쪽으로 이 노선은 이스트강 아래에서 브루클린의 윌리엄스버그까지 간다. 승강장에는 기둥이 없으며 표준 BMT 스타일의 트림 라인과 역명판이 있다. 전자는 표준 간격으로 "1" 정제를 포함하고 후자는 흰색 세리프 문자로 된 "FIRST AVE"로 구성된다.

### 출구
역의 서쪽 출구는 역의 끝(철도 북쪽)에 있으며, 각 승강장에서 한개의 계단을 통해 대합실로 올라간다. 대합실에는 개찰구 뱅크, 토큰 부스를 포함한다. 8번로 방면 승강장으로 가는 두 개의 거리 계단은 1번로와 14번가의 북동쪽 모퉁이로, 브루클린 방면 승강장은 남동쪽 모퉁이로 이어진다. 브루클린 방향의 대합실은 운임 구역 밖에 있는 꽃집이 있었으며, 그 가게는 2019년에 문을 닫았다. 이 역에는 방향간 무료 환승이 없다.
역의 동쪽 출입구는 역의 남쪽 끝에 있으며, 각 승강장에서는 승강장층의 개찰구 뱅크가 있다. 8번로 방면 승강장으로 가는 두 개의 거리 계단은 애비뉴 A와 14번가 북서쪽 모퉁이에, 브루클린 방면 승강장으로 가는 계단은 남서쪽 모퉁이로 이어진다. 각 동쪽 출구에는 승강장과 거리간을 연결하는 엘리베이터가 있다.

## 사진첩

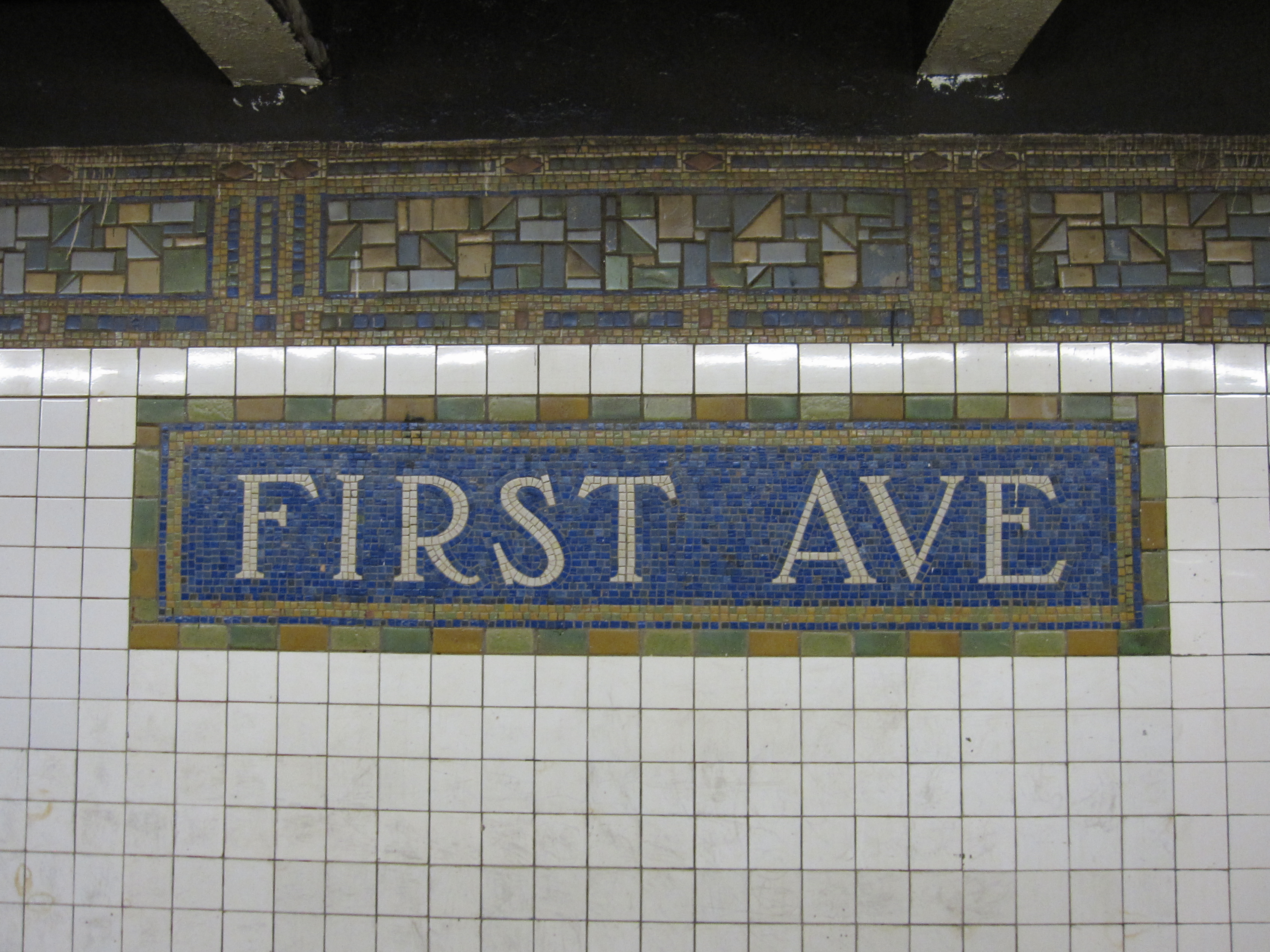
역명판
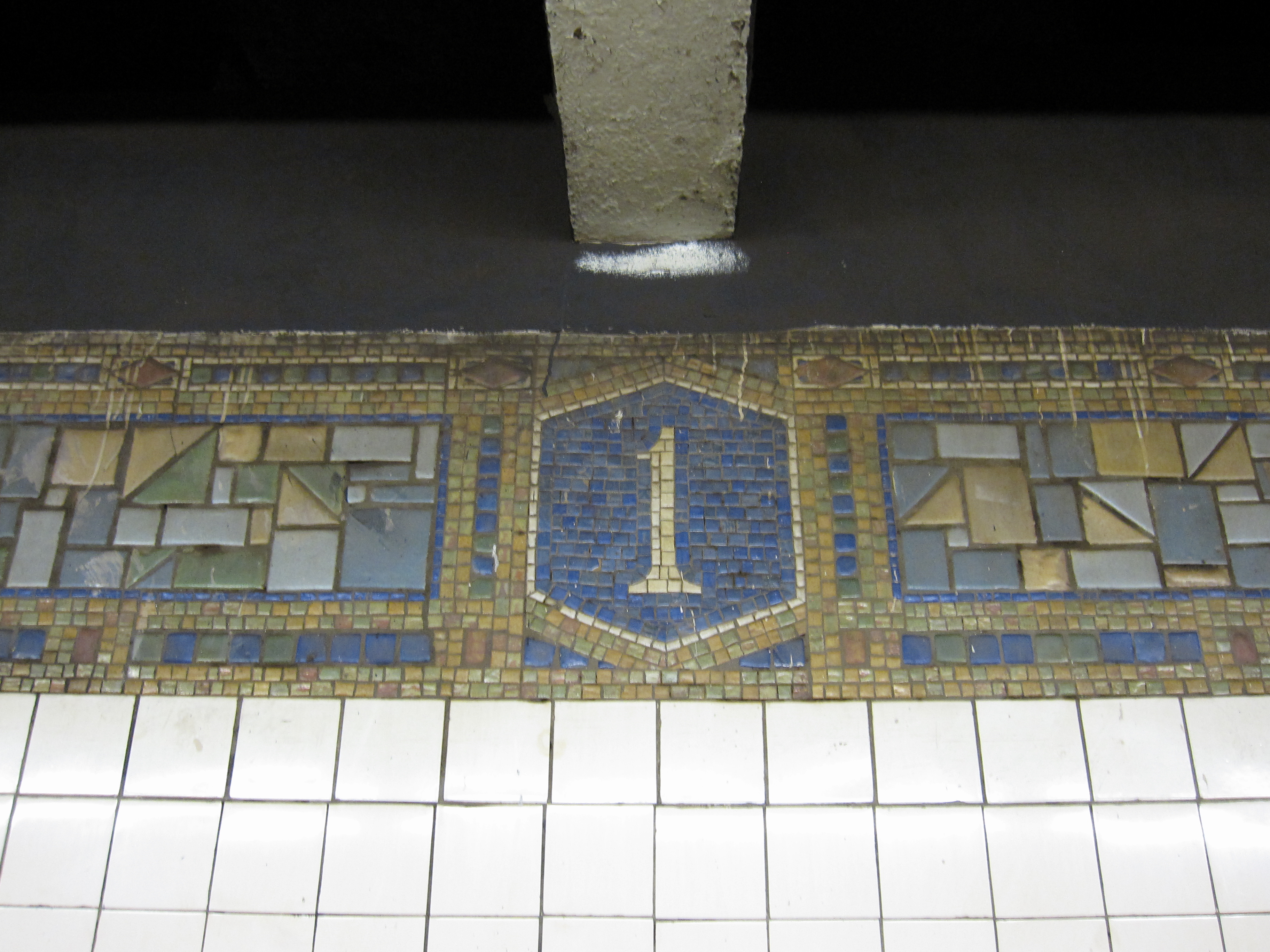
트림-라인 판
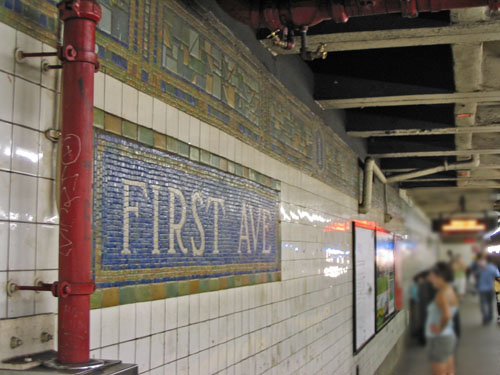
역내

## 인근 역세권
- 베스 이스라엘 메디컬 센터[18]
- 스타이베선트 고등학교 올드 캠퍼스 (보건 직업 및 인적 서비스 고등학교, 협력 교육 연구소, PS 226)[18]
- 스타이베선트 스퀘어[18]
- 스타이베선트 타운[18]